# ロベルト・フックス
ロベルト・フックス（Robert Fuchs, 1847年2月15日フラウエンタール - 1927年 2月19日ウィーン）は、オーストリアの作曲家。兄はオペラ界で活動した指揮者・作曲家のヨハン・ネポムク・フックス。

## 経歴
ウィーン音楽院（現ウィーン国立音楽大学）楽理科教授として多くの著名な作曲家を指導した。門下にホイベルガーとファル（どちらもウィーン・オペレッタの作曲家）、マーラー、ヴォルフ、シベリウス、ツェムリンスキー、フランツ・シュミット、シュレーカー 、エネスク、メラルティン、マデトヤ、コルンゴルトなどを擁する。
生前に最もよく知られた作品は、5つのセレナードである。当時それらは高い人気を得ており、フックス（ドイツ語で狐）は「セレナード屋の狐（フックス）」（"Serenaden-Fuchs"）というあだ名を頂戴したほどだった。

## 作品一覧
フックスは筆が速く、また長寿にも恵まれており、公職に就いていたにもかかわらず多くの作品を残した。しかし、弟子たちの世代がとり組んだ作曲技術や音楽思想の革新にはまったく関心を示しておらず、また音楽院の同僚ブルックナーの影響もまるで見出せない。
ブラームスが称賛したように、フックスの作品は、作曲技術においても、また響きの感覚それ自体においても洗練されたところを示している。メンデルスゾーンやシューマンの作品に見られる軽やかな表現と、ブラームス作品のもつ緻密さ、シューベルトの作品がもつ旋律の魅力を結び付けている。

### 管弦楽曲
- 交響曲
  - 第1番 ハ長調 Op.37
  - 第2番 変ホ長調 Op.45
  - 第3番 ホ長調 Op.79

- セレナード
  - 弦楽セレナード第1番 ニ長調 Op.9
  - 弦楽セレナード第2番 ハ長調 Op.14
  - 弦楽セレナード第3番 ホ短調 Op.21
  - 弦楽合奏と2つのホルンのためのセレナード ト短調 Op.51
  - 小オーケストラのためのセレナード ニ長調 Op. 53

- アンダンテ・グラツィオーソとカプリッチョ（弦楽合奏のための） Op.63
- ピアノ協奏曲　変ロ短調 Op.27

### 声楽作品
- 歌劇
  - 王の婚礼 "Die Königsbraut"（全3幕） 作品46 (1889) (台本: イグナーツ・シュニッツァー Ignaz Schnitzer)
  - 悪魔の鐘 "Die Teufelsglocke"（全3幕） (1891) (台本: ベルンハルト・ブッフビンダー Bernhard Buchbinder)

- 合唱曲
  - ミサ曲 ト長調 Op. 108
  - ミサ曲 ニ短調 Op. 116
  - ミサ曲 ヘ長調

### 室内楽
- 五重奏曲
  - クラリネット五重奏曲 変ホ長調 Op.102

- 四重奏曲
  - 弦楽四重奏曲第1番 ホ長調 Op.58
  - 弦楽四重奏曲第2番　イ短調 Op.62
  - 弦楽四重奏曲第3番 ハ長調 Op.71
  - 弦楽四重奏曲第4番 イ長調 Op.106
  - ピアノ四重奏曲第1番 ト長調 Op.15
  - ピアノ四重奏曲第2番 ロ短調 Op.75

- 三重奏曲
  - ピアノ三重奏曲 嬰ヘ短調 Op.115
  - 幻想的小曲集（ヴァイオリン、ヴィオラ、ピアノのための） Op.57
  - 弦楽三重奏曲 イ長調 Op.94
  - ピアノ三重奏曲 ハ長調 Op.22
  - ピアノ三重奏曲 変ロ長調 Op.72
  - 2つのテルツェット ニ長調(2つのヴァイオリンとヴィオラのための三重奏) Opp.61-1/2
  - テルツェット 嬰ハ短調 Op. 107

- 二重奏曲
  - ヴァイオリン2台用
    - 20のデュオ Op. 55

  - ヴァイオリンとヴィオラ用
    - 12のデュオ Op. 60

  - ヴァイオリンとピアノ
    - ヴァイオリン・ソナタ第1番 嬰ヘ短調 Op. 20
    - ヴァイオリン・ソナタ第2番 ニ長調 Op. 33
    - ヴァイオリン・ソナタ第3番 ニ短調 Op. 68
    - ヴァイオリン・ソナタ第4番 イ長調 Op. 77
    - ヴァイオリン・ソナタ第5番 ホ長調 Op. 95
    - ヴァイオリン・ソナタ第6番 ト短調 Op.103
    - 幻想小曲集 Op.74

  - ヴィオラとピアノ
    - ヴィオラ・ソナタ ニ短調 Op.86
    - 幻想小曲集 Op.117

  - チェロとピアノ
    - チェロ・ソナタ第1番 ニ短調 Op.29
    - チェロ・ソナタ第2番 変ロ長調 Op.83
    - 幻想小曲集 Op.78

  - コントラバスとピアノ
    - コントラバス・ソナタ ト短調 Op.97
    - コントラバスとピアノのための小品集 Op.96

### 独奏曲
- オルガン曲
  - 幻想曲 ハ長調 Op.87
  - 幻想曲 ホ短調 Op.91
  - 幻想曲 変ニ長調 Op.101
  - 創作主題による変奏曲とフーガ

- ピアノ曲
  - ピアノ・ソナタ第1番 変ト長調 Op.19
  - ピアノ・ソナタ第2番 ト短調 Op.88
  - ピアノ・ソナタ第3番 変ニ長調 Op.109
  - Jugendklänge, Op. 32
  - 12のワルツ Op.110
  - ピアノ曲集「雨だれ」（Tautropfen） Op.112

- ハープ曲
  - 幻想曲 Op. 85